# Adami (cognome)
Adami è un cognome di lingua italiana.

## Varianti
Adamic, Adamich, Adamini, Adamo, Adamoli, Adamolli, Adamuccio, Addamo, Ademolli, D'Adamo.

## Origine e diffusione
Il cognome è tipicamente centro-settentrionale.
Potrebbe derivare dal prenome Adamo.
La variante Adamoli copre il medesimo areale; Adamo è meridionale; Adamich è tipico del Triveneto.

## Persone
- Enrico Adami Rossi (1880-1963) – generale italiano, nel 1943 aderì alla Repubblica sociale italiana
- Francesco Adami (1985) – hockeista su ghiaccio italiano
- Francesco Raimondo Adami (1711-1792) – servita, teologo, collezionista d'arte, priore generale dell'Ordine dei Serviti